# Sylph
『Sylph』（シルフ）は、CoCoの5枚目のオリジナル・アルバム。1992年12月16日にポニーキャニオンから発売された。

## 解説
- オリコン最高位29位を記録。メンバーが4人になって初めてのアルバムである。
- 前作に続いて、各メンバーがメインを務める曲が収録され宮前は作詞も担当した。やはりコンサートのソロコーナーでよく歌われていた。

## 収録曲
1. あさやけリバーサイド
作詞：和泉ゆかり／作曲：羽田一郎／編曲：亀田誠治
2. 夏空のDreamer
作詞：森本抄夜子／作曲：朝倉紀幸／編曲：亀田誠治
3. 冬の微粒子
歌：三浦理恵子 with CoCo
作詞：石川あゆ子／作曲：山口美央子／編曲：亀田誠治
4. シャボンのため息
歌：宮前真樹 with CoCo
作詞：宮前真樹／作曲：山口美央子／編曲：山川恵津子
5. Miss LONELY
歌：大野幹代 with CoCo
作詞：及川眠子／作曲：いしいめぐみ／編曲：亀田誠治
6. 雪の日は誰かのことを
歌：羽田惠理香 with CoCo
作詞：森本抄夜子／作曲：いしいめぐみ／編曲：亀田誠治
7. やさしさの法則
作詞：森本抄夜子／作曲・編曲：寺坂英人
8. 横浜Boy Style
作詞：及川眠子／作曲・編曲：後藤次利
9. 君を行く
作詞：和泉ゆかり／作曲：羽田一郎／編曲：亀田誠治